# Berlin, New Hampshire
Berlin (pronunțat conform IPA, ˈbɜr lɨn) este un oraș, care avea o populație de 10.331 conform 2000 Census, situat în apropiere de Mount Washington în comitatul Coos din statul New Hampshire, SUA. Incluzând satul Cascade, Berlin se găsește la marginea lanțului montan White Mountains, limitele orașului extinzându-se în limitele pădurii naționale White Mountain National Forest. În Berlin se află Northern Forest Heritage Park, Berlin Fish Hatchery și colegiul White Mountains Community College (http://www.wmcc.edu), o instituție de educație publică aparținând sistemului de colegii publice al statului Community College System of New Hampshire.
Berlin este de asemenea și orașul cel mai important al zonei micropolitane Berlin Micropolitan Statistical Area, care include integral două comitate, Coos din statul New Hampshire și Essex din statul Vermont.
1. ↑   https://www.berlinnh.gov/city-council, accesat în 29 noiembrie 2024 Lipsește sau este vid: |title= (ajutor)
2. ↑  2010 U.S. Gazetteer Files, accesat în 9 iulie 2020